# Светско првенство у атлетици у дворани 2022 — штафета 4 × 400 метара за жене
Трка штафета 4 × 400 м у женској конкуренцији на 18. Светском првенству у атлетици у дворани 2022. одржано је  20. марта у Београдској арени (из спонзорских разлога позната и као Штарк арена, раније Комбанк арена) у Београду (Србија).
Титулу освојену у Бирмингему 2018., бранила је штафета САД.

## Земље учеснице
Учествовало је 44 такмичарки у 10 штафета из исто толико земаља.
| 1. Белгија (4) 2. Ирска (4) 3. Јамајка (5) 4. Канада (4) 5. Пољска (5) | 1. САД (5) 2. Словенија (4) 3. Уједињено Краљевство (4) 4. Холандија (5) 5. Шпанија (4) |

## Освајачи медаља
| Освајачи медаља                                                     |                                                     |                                                                          |  |  |  |  |
|                                                                     |                                                     |                                                                          |  |  |  |  |
|                                                                     |                                                     |                                                                          |  |  |  |  |
|                                                                     |                                                     |                                                                          |  |  |  |  |
| Џунел Бромфилд Џанијев Расел Ронеиша Макгрегор Стефани Ен Макферсон | Лике Клавер Евелин Салберг Лисане де Вите Фемке Бол | Наталија Качмарек Ига Баумгарт-Витан Кинга Гацка Јустина Свјенти-Ерсетик |  |  |  |  |
| Јамајка                                                             | Холандија                                           | Пољска                                                                   |  |  |  |  |

## Рекорди пре почетка Светског првенства 2022.
Рекорди у штафети 4х400 метара за жене пре почетка светског првенства 18. марта 2022. године:
| Рекорди пре почетка Светског првенства 2022. | Рекорди пре почетка Светског првенства 2022. | Рекорди пре почетка Светског првенства 2022.                          | Рекорди пре почетка Светског првенства 2022. | Рекорди пре почетка Светског првенства 2022. | Рекорди пре почетка Светског првенства 2022. |
| -------------------------------------------- | -------------------------------------------- | --------------------------------------------------------------------- | -------------------------------------------- | -------------------------------------------- | -------------------------------------------- |
| Светски рекорд                               | Русија                                       | Јулија Гушчина, Олга Котљарова Олга Зајцева, Олесија Красномовец      | 3:23,37                                      | Глазгов, Уједињено Краљевство                | 28. јануар 2006.                             |
| Рекорд светских првенстава                   | Сједињене Државе                             | Кванера Хејз, Џорџен Молин, Шакима Вимбли, Кортни Около               | 3:23,85                                      | Бирмингем, Уједињено Краљевство              | 4. март 2018.                                |
| Најбољи резултат сезоне                      | Сједињене Државе                             | Rosey Effiong, Џејла Холис, Шафика Мелони, Бритон Вилсон              | 3:24,09                                      | Колеџ Стејшон, Сједињене Државе              | 26. фебруар 2022.                            |
| Афрички рекорд                               | Нигерија                                     | Омолара Омотосо, Пејшонс Окон Џорџ Букола Абогунлоко, Фолашаде Абуган | 3:29,67                                      | Сопот, Пољска                                | 8. март 2016.                                |
| Азијски рекорд                               | Бахреин                                      | Салва Ајд Насер, Аминат Џамал Иман Еса Јасим, Кеми Адекоја            | 3:35,07                                      | Доха, Катар                                  | 21. фебруар 2016.                            |
| Северноамерички рекорд                       | Сједињене Државе                             | Кванера Хејз, Џорџен Молин, Шакима Вимбли, Кортни Около               | 3:23,85                                      | Бирмингем, Уједињено Краљевство              | 4. март 2018.                                |
| Јужноамерички рекорд                         | —                                            |                                                                       |                                              |                                              |                                              |
| Европски рекорд                              | Русија                                       | Јулија Гушчина, Олга Котљарова Олга Зајцева, Олесија Красномовец      | 3:23,37                                      | Глазгов, Уједињено Краљевство                | 28. јануар 2006.                             |
| Океанијски рекорд                            | Аустралија                                   | Сузан Ендруз, Тања Ван Хер-Мерфи, Тамсин Маноу, Кети Фриман           | 3:26,87                                      | Маебаши, Јапан                               | 7. март 1999.                                |

## Квалификациона норма
| Дворана    | Отворено |
| ---------- | -------- |
| нема норме |          |

## Сатница
| Датум          | Време | Ниво          |
| -------------- | ----- | ------------- |
| 20. март 2022. | 11:45 | Квалификације |
| 20. март 2022. | 19:55 | Финале        |

## Резултати

### Квалификације
Квалификације су одржане 20. марта 2022. године. Такмичарке су биле подељене у 2 групе. За финале су се пласирале по 2 победнице група (КВ) и 2 према постигнутим резултатима (кв).,,,
Почетак такмичења: група 1 у 11:45, група 2 у 11:55.
| Пласман | Група | Штафета              | Атлетичарке                                                                         | НР      | Резултат | Нап.    |
| ------- | ----- | -------------------- | ----------------------------------------------------------------------------------- | ------- | -------- | ------- |
| 1.      | 1     | САД                  | Џесика Бирд, Британи Авени, Наташија Џексон, Лина Ирби                              | 3:23,85 | 3:28,82  | КВ, НРС |
| 2.      | 1     | Холандија            | Лике Клавер, Евелин Салберг, Андреа Боума, Лисане де Вите                           | 3:27,15 | 3:29,36  | КВ, НРС |
| 3.      | 2     | Пољска               | Ига Баумгарт-Витан, Александра Гаворска, Наталија Качмарек, Јустина Свјенти-Ерсетиц | 3:26,09 | 3:30,51  | КВ, НРС |
| 4.      | 1     | Белгија              | Хане Клас, Наоми Ван Ден Брук, Имке Вервает, Камил Лаус                             | 3:32,46 | 3:30,58  | кв, НР  |
| 5.      | 1     | Уједињено Краљевство | Хана Вилијамс, Ама Пипи, Јеми Мери Џон, Џеси Најт                                   | 3:27,56 | 3:30,69  | кв, НРС |
| 6.      | 2     | Јамајка              | Ронејша Мекгрегор, Џанијев Расел, Тифани Џејмс, Џунел Бромфилд                      | 3:26,54 | 3:30,91  | КВ, НРС |
| 7.      | 2     | Ирска                | Софи Бекер, Ројсин Харисон, Шарлин Модсли, Фил Хили                                 | 3:34,61 | 3:30,97  | НР      |
| 8.      | 2     | Канада               | Лорен Гејл, Кира Константин, Наташа Макдоналд, Саге Вотсон                          | 3:36,03 | 3:31,45  | НР      |
| 9.      | 1     | Шпанија              | Сара Гаљего, Гина Стивенс, Кармен Авилес, Лаура Буено                               | 3:31,86 | 3:34,92  | НРС     |
| 10.     | 2     | Словенија            | Агата Зупин, Јернеја Смонкар, Вероника Садек, Анита Хорват                          | 3:37,84 | 3:37,08  | НР      |

### Финале
Финале је одржано 20. марта 2022. у 19:55.,
| Пласман | Штафета              | Атлетичарке                                                                 | Резултат | Нап. |
| ------- | -------------------- | --------------------------------------------------------------------------- | -------- | ---- |
|         | Јамајка              | Џунел Бромфилд, Џанијев Расел, Ронејша Мекгрегор, Стефани Ен Макферсон      | 3:28,40  | НРС  |
|         | Холандија            | Лике Клавер, Евелин Салберг, Лисане де Вите, Фемке Бол                      | 3:28,57  | НРС  |
|         | Пољска               | Наталија Качмарек, Ига Баумгарт-Витан, Кинга Гацка, Јустина Свјенти-Ерсетиц | 3:28,59  | НРС  |
| 4.      | САД                  | Na'Asha Robinson, Џесика Бирд, Британи Авени, Лина Ирби                     | 3:28,63  | НРС  |
| 5.      | Уједињено Краљевство | Хана Вилијамс, Ама Пипи, Јеми Мери Џон, Џеси Најт                           | 3:29,82  | НРС  |
| 6.      | Белгија              | Хане Клас, Наоми Ван Ден Брук, Имке Вервает, Камил Лаус                     | 3:33,61  |      |